# Leuvanoja (vattendrag, lat 64,45, long 25,72)
Leuvanoja är ett vattendrag i Finland.   Det ligger i landskapet Norra Österbotten, i den centrala delen av landet, 500 km norr om huvudstaden Helsingfors.